# La tragedia del Rio Grande
La tragedia del Rio Grande (Man in the Shadow) è un film del 1957 diretto da Jack Arnold.
È un western statunitense con Jeff Chandler, Orson Welles, Colleen Miller e Ben Alexander.

## Trama
La città di allevatori di Spurline è effettivamente governata da Virgil Renchler, proprietario del Golden Empire Ranch.
Una notte, alcuni mandriani di Renchler picchiano a morte un giovane operaio, Juan Martín. Il nuovo sceriffo di Spurline, Ben Sadler, decide di indagare sull'omicidio, ma deve fare i conti con gli scagnozzi di Renchler e la feroce opposizione dei cittadini, che temono che Spurline venga rovinata senza gli affari del Golden Empire.
Il caposquadra del ranch Ed Yates confessa a Renchler di aver ucciso Martin, ma l'impiegato Chet Huneker viene convinto a dire alla legge che ha investito Martin accidentalmente con un'auto. La figlia di Renchler, Skippy, racconta poi allo sceriffo ciò che ricorda della notte della morte di Martin.
Sadler viene picchiato da Yates e Huneker, quindi trascinato per la città, legato dietro ad un camion. Sadler prende un fucile da caccia, getta via il suo distintivo e, con l'aiuto dell'agricoltore Aiken Clay, insegue Renchler e i suoi uomini, sconfiggendoli con l'aiuto dei cittadini, che poi gli restituiscono il distintivo di sceriffo.

## Produzione
Il film, diretto da Jack Arnold su una sceneggiatura di Gene L. Coon, fu prodotto da Albert Zugsmith per la Universal International Pictures e girato a Conejo Valley, Thousand Oaks, California, dal 15 ottobre all'inizio di novembre 1956. Il titolo di lavorazione fu Pay the Devil.

## Distribuzione
Il film fu distribuito con il titolo Man in the Shadow negli Stati Uniti nel gennaio 1958 (première a Houston il 12 dicembre 1957) al cinema dalla Universal Pictures.
Altre distribuzioni:
- in Austria nel settembre del 1957 (Des Teufels Lohn)
- in Germania Ovest il 20 settembre 1957 (Des Teufels Lohn)
- in Finlandia il 13 dicembre 1957 (Paholaisen palkka)
- in Svezia il 13 febbraio 1958 (Djävulsranchen)
- in Danimarca il 22 maggio 1959 (Lovløst tyranni)
- in Messico il 14 aprile 1960 (El hombre en la sombra)
- in Italia (La tragedia del Rio Grande)
- in Brasile (O Soldo do Diabo)
- in Spagna (Sangre en el rancho)
- in Francia (Le salaire du diable)
- nel Regno Unito (Pay the Devil)
- in Grecia (To merokamato tou diavolou)
- in Italia (La tragedia del Rio Grande)
- in Italia (La tragedia di Rio Grande)
- in Jugoslavia (Plata za djavola)

## Critica
Secondo il Morandini l'unica nota di rilievo del film sarebbe rappresentata dalla presenza di Welles che interpreta molto degnamente il ruolo del cattivo convenzionale.

## Promozione
Le tagline sono:
- VIOLENCE AND FEAR GRIPPED THIS LAND OF THE LAWLESS!
- THIS WAS THE NIGHT WHEN THE LAW TURNED LAWLESS...to win back the justice a town had betrayed! (ORIGINAL PRINT AD)
- "I'M YOUR LAW...yet you tell me to forget about Violence and Murder!"